# Riksdagen 1974
Riksdagen 1974 ägde rum i Stockholm.
Riksdagens kammare sammanträdde i nya riksdagshuset den 10 januari 1974. Riksdagsarbetet inleddes ceremoniellt genom riksdagens högtidliga öppnande i rikssalen på Stockholms slott den 11 januari. Riksdagens talman var Henry Allard (S). Detta var den sista riksdagen innan 1974 års regeringsform, där riksdagen som mötesform avskaffades och ersattes med riksmötet.
Den 27 februari biföll riksdagen 1974 års regeringsform med 321 röster för och 19 mot.
I riksdagen hade båda blocken (S+VPK och C+F+M) 175 mandat var, varför några voteringar fick avgöras genom lottning.
Riksdagen avslutades den 14 december 1974.